# Dennis Harper (cầu thủ bóng đá)
Dennis Harper (sinh ngày 12 tháng 10 năm 1936) là một cựu cầu thủ bóng đá người Anh thi đấu ở Football League cho Birmingham City. Ông thi đấu ở vị trí tiền đạo tầm xa.
Harper sinh ra ở Wednesbury, Staffordshire. Ông khởi đầu sự nghiệp bóng đá cùng với Darlaston trước khi gia nhập Birmingham City, ban đầu là cầu thủ nghiệp dư, năm 1955. Được thưởng một bản hợp đồng chuyên nghiệp ở cuối mùa giải, ông lại không được ra sân thường xuyên ở đội dự bị cho đến khi ra mắt tại First Division lúc 20 tuổi, khi Noel Kinsey, Bryan Orritt, Bill Finney và Bert Linnecor tất cả đều bị chấn thương thời điểm đó. Trận đấu kết thúc với thất bại 3–1 trước Bolton Wanderers vào ngày 20 tháng 2 năm 1957, là lần ra sân duy nhất Harper có tại Football League. Ông tiếp tục thi đấu bóng đá non-league cho Romford, Burton Albion và Nuneaton Borough